# Martin Lister

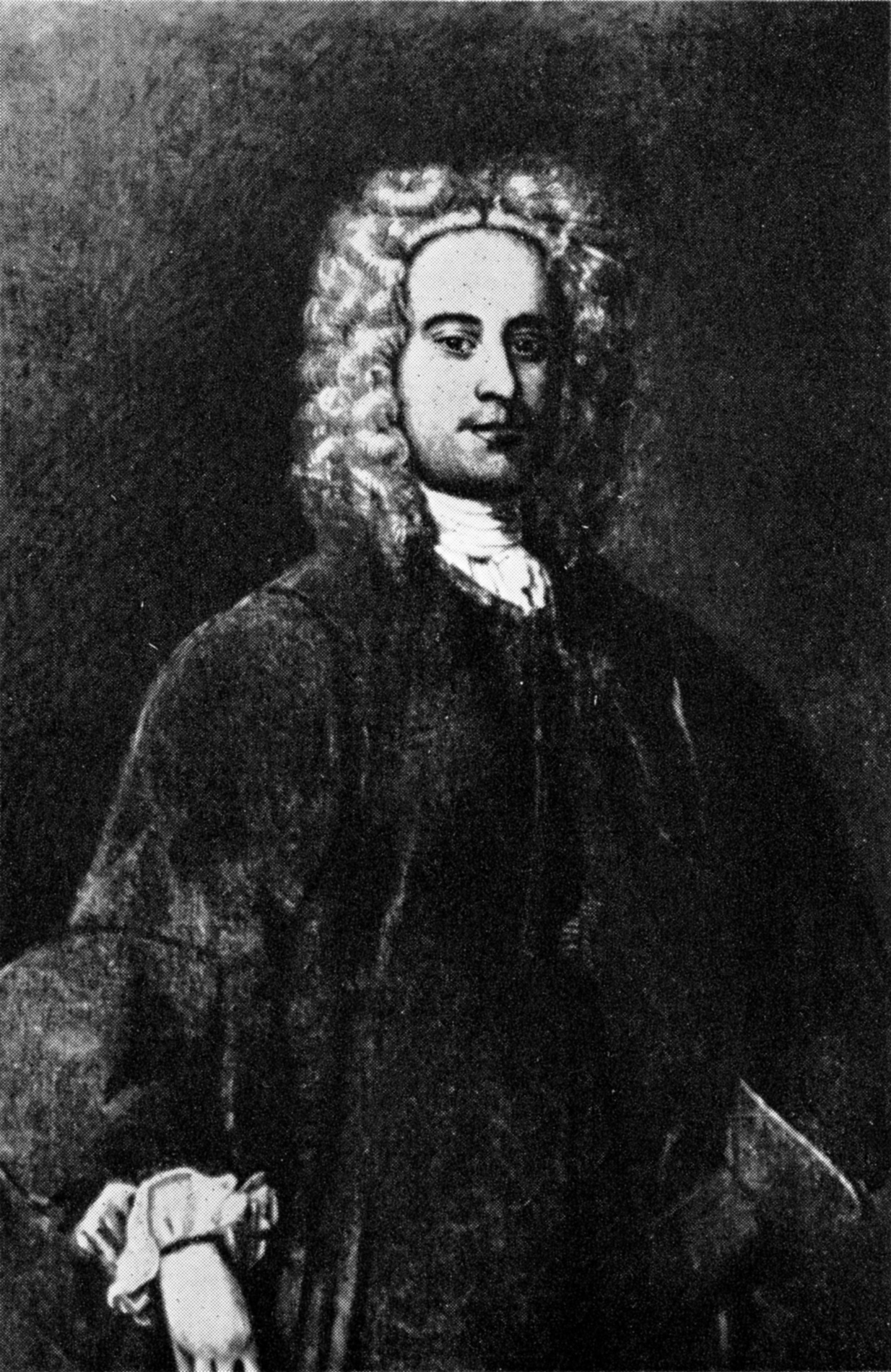
Martin Lister

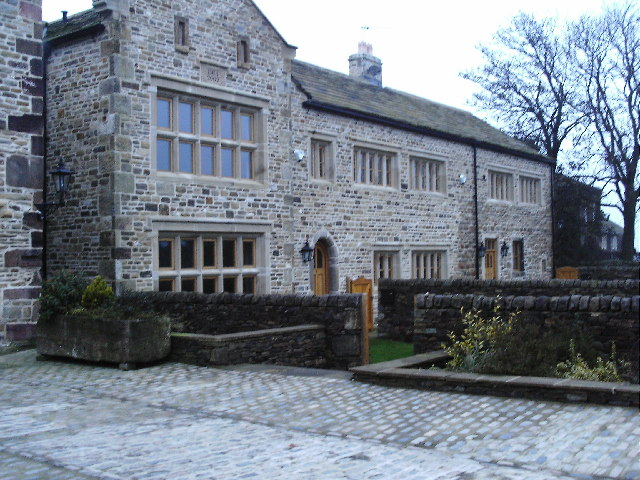
Carleton Old Hall, von 1670 bis 1683 Wohnsitz der Familie Lister

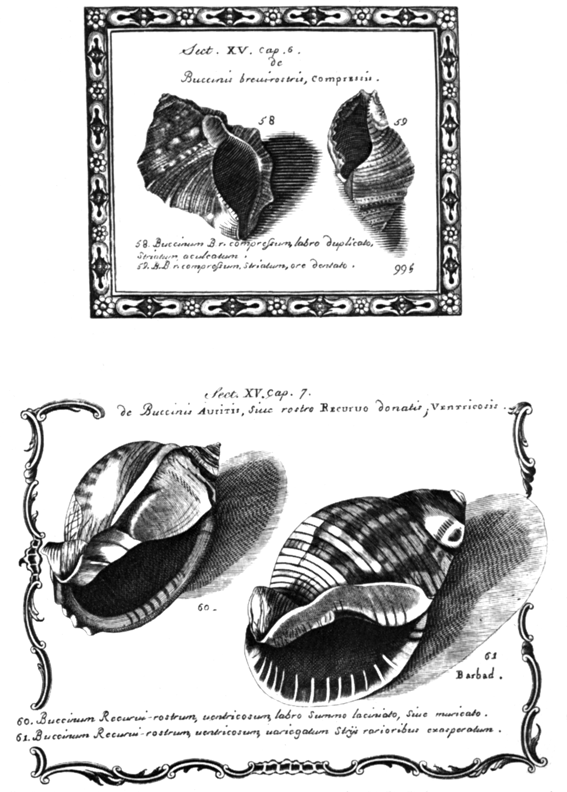
Tafeln 995 und 996 mit den Abbildungen 58 bis 61 aus der 2. Auflage von Historiae conchyliorum

Martin Lister (* 11. April 1639 in Radclive bei Buckingham; † 2. Februar 1712 in Epsom) war ein englischer Arzt und Naturforscher.

## Leben und Wirken
Lister ist das vierte von zehn Kindern von Sir Martin Lister (1602–1670), Landwirt und Member of Parliament für Brackley, und dessen zweiter Frau Susanna (1600–1669, geb. Temple). Er wurde am 11. April 1639 in Radclive in der Kirche St John the Evangelist getauft. 1646 zog die Familie nach Thorpe Arnold. Seine erste Ausbildung erhielt er von seinem Großonkel Sir Matthew Lister (1571–1656), Arzt von Anna von Dänemark und von König Karl I. Später besuchte Lister die Schule in Melton Mowbray. Im Alter von 16 Jahren wurde er 1655 als „Pensioner“ des St John’s College in Cambridge zugelassen. Sein Lehrer dort war Henry Paman (ca. 1623–1695). Nach dem Tod seines Großonkels im Jahr 1656 zog Listers Familie wieder nach Burwell zurück. 1658 immatrikuliert Lister sich am St John’s College und erwarb dort 1659 den Bachelor of Arts (B.A.) sowie 1662 den Master of Arts (M.A.). Am 31. August 1660 wurde Lister auf königliche Order hin „Fellow“ des St John’s Colleges.
Am 11. August 1663  verließ Lister sein Elternhaus in Burwell, um in Montpellier Medizin zu studieren. Dort hielt er sich vom 16. Januar 1664 bis zum 26. Februar 1666 auf. Im Juli 1665 trafen John Ray und Francis Willughby samt Gefolge in Montpellier ein, die Lister bald kennenlernte. Im Dezember 1665 sezierte er mit den Ärzten William Croone und Nicolaus Steno in den Räumen von Robert Bruce, einen Ochsenkopf. In Vorbereitung auf den Devolutionskrieg forderte König Ludwig XIV. am 1. Februar 1666 alle Engländer auf Frankreich in den nächsten drei Monaten zu verlassen. Am 26. Februar 1666 verließ Lister daraufhin in Begleitung von Francis Jessop (1638–1691), dem Arzt Henry Sampson (1629?–1700), Peter Vivian und Sir Thomas Crew (1624–1697) Montpellier. Am 18. April 1666 war Lister wieder in England.
Im Sommer 1669 gab Lister seine Stellung am St John’s College auf und heiratete Hannah Parkinson (1645–1695). Im Frühjahr 1670 zog das Paar in die Carleton Old Hall in Carleton-in-Craven, wo ihr erstes Kind, Susanna (1670–1738), geboren wurde. 1670 eröffnete Lister in York ein Arztpraxis. Dort wurden die Kinder Anne (1671–1704), Michael (1673–1676), Frances, Dorothy, Alexander, Barbara und Jane (1683–1688) geboren.
Auf Vorschlag von Henry Oldenburg wurde Lister am 2. November 1671 zum Mitglied („Fellow“) der Royal Society gewählt.
In Oxford graduierte Lister am 5. März 1683 zum Doktor der Medizin (M.D.). Im September 1683 zog die Familie nach London. Am 25. Juni 1684 wurde er als „Candidate“ des Royal College of Physicians zugelassen und schließlich 12. April 1687 dessen „Fellow“.
Listers Frau Hannah starb am 1. August 1695 und wurde in der St Paul’s Church von Clapham bestattet. Am 24. Oktober 1698 heiratete er Jane Cullen (1650–1736).
Ab 1702 war Lister vierter und ab 1710 zweiter Arzt von Königin Anna.
Von 1669 bis 1700 veröffentlichte Lister in den Philosophical Transactions der Royal Society insgesamt 63 Artikel zu den Themen Insekten, Spinnen, Parasiten, Weichtiere, Vögel, Pflanzen, Physiologie (insbesondere das lymphatische System), Medizin, Geologie, Meteorologie und Archäologie. Seine Hauptarbeiten waren: Historiae animalium Angliae tres tractatus (1678), Historiae conchyliorum (1685–1692) und Conchyliorum bivalvium (1696). Als einem Erforscher der Schalenweichtiere wurde ihm eine hohe Wertschätzung zuteil. Während er die Horizontbeständigkeit fossilführender Gesteinsschichten sowie die Ähnlichkeit der Fossilien zu lebenden Formen erkannte, betrachtete er sie, nach dem Vorbild Athanasius Kirchers, lediglich als „Naturspiele“, also als anorganische Nachahmungen, die sich spontan im Inneren der Gesteine gebildet hatten.

## Ehrungen
Lister zu Ehren wurde die Pflanzengattung Listera R.Br. (1813) der Familie der Orchideen (Orchidaceae) benannt. 1976 wurden die Dorsa Lister auf dem Mond nach ihm benannt.

## Schriften (Auswahl)

### Bücher
- Historiae animalium Angliae tres tractatus. London 1678 (Digitalisat, Digitalisat).
  - Appendix ad historiae animalium Angliae, tres tractatus […]. 1681 (Digitalisat).
  - Naturgeschichte der Spinnen überhaupt und der Engelländischen Spinnen insonderheit. Christoph August Reussner, Quedlinburg / Blankenburg 1778 (Digitalisat) – übersetzt von Friedrich Heinrich Wilhelm Martini, ergänzt durch Johann August Ephraim Goeze (nur Teil 1).
- Johannes Godartius of Insects. Done Into English and Methodized. With the Addition of Notes. York 1682 (Digitalisat) – Übersetzung Goedaerts Metamorphosis naturalis.
- De fontibus medicatis Angliae. Exercitatio nova, & prior. York 1682.
  - 2. Auflage, London 1684 (Digitalisat).
  - Andere Auflage, Frankfurt / Leipzig 1684 (Digitalisat).
- Letters and Divers Other Mixt Discourses in Natural Philosophy. York 1683 (Digitalisat, Volltext).
- De cochleis tam terrestribus, quam fluviatilibus, exoticis, seu, quae non omnino in Anglia inveniantur. London 1685 (Digitalisat).
- Historiae conchyliorum, liber primus[–quartus]. London 1685–1692 (Digitalisat).
  - 2. Auflage: Historiae sive synopsis methodica conchyliorum. London 1692–1697 (Digitalisat).
  - 3. Auflage: Oxford 1770 (Digitalisat) – herausgegeben von William Huddesford (1732–1772)
  - 4. Auflage: Oxford 1823 (Digitalisat) – herausgegeben von Lewis Weston Dillwyn
- Sex exercitationes medicinales de quibusdam morbis chronicis. London 1694 (Digitalisat).
  - Andere Auflage, Frankfurt / Leipzig 1696 (Digitalisat).
  - 2. Auflage: Octo exercitationes medicinales. London 1697 (Digitalisat).
    - Octo exercitationes medicinales. Amsterdam 1698 (Digitalisat).
- Exercitatio anatomica. 3 Bände, London 1694–1696.
  - Exercitatio anatomica in qua de cochleis maxime terrestribus et limacibus agitur. London 1694 (Digitalisat).
  - Exercitatio anatomica altera de buccinis fluviatilibus et marinis. London 1695 (Digitalisat).
  - Conchyliorum bivalvium utriusque aquae exercitatio anatomia tertia. London 1696 (Digitalisat).
- A journey to Paris in the year 1698. London 1699 (Digitalisat, Volltext).
- De statica medicina aphorismorum. London 1701 (Digitalisat) – Kommentar zu Santorio Santorios Schrift.
- Hippocatis aphorismi cum commentariolo. London 1703 (Digitalisat).
- De opsoniis et condimentis sive arte coquinaria cum annotationibus. London 1705 (Digitalisat) – Anmerkungen zum Werk von Marcus Gavius Apicius
  - 2. Auflage, Jansson-Waesberg, Amsterdam 1709 (Digitalisat).
- De scarabaeis Britannicis. In: John Ray: Historia insectorum. London 1710, S. 377–398 (Digitalisat).

### Zeitschriftenbeiträge
- An ingenious proposal for a new sort of maps of countrys, together with tables of sands and clays, such chiefly as are found in the north parts of England, drawn up about 10 years since, and delivered to the Royal Society Mar. 12. 1683. In: Philosophical Transactions. Band 14, Nr. 164, 20. Oktober 1684, S. 739–746 (doi:10.1098/rstl.1684.0067).